# Wieża widokowa w Trzcinicy
Wieża widokowa w Trzcinicy – turystyczna wieża widokowa zbudowana w 2014 na terenie Skansenu Archeologicznego „Karpacka Troja” w Trzcinicy. 

## Opis
Wieżę wybudowano w latach 2013–2014 z inicjatywy Muzeum Podkarpackiego w Krośnie. Oficjalne otwarcie nastąpiło 31 maja 2014. 
Platforma widokowa jest usytuowana w najwyżej położonej części skansenu, kilkadziesiąt metrów na zachód od Wałów Królewskich. Jest to zwężająca się ku górze budowla konstrukcji stalowej o całkowitej wysokości 44 m. Składa się z sześciu kondygnacji połączonych zespołem biegów schodowych i spoczników i dwóch poziomów obserwacyjnych na wysokości 20 i 33 m. Wieża stanowi integralną część skansenu i pozwala turystom całościowo spojrzeć na Karpacką Troję.
Z wieży roztacza się rozległy widok obejmujący: oprócz obszaru skansenu także Doły Jasielsko-Sanockie, Pogórza Karpackie, Beskidy, a także przy dobrej widoczności Tatry.